# Solniki Małe
Solniki Małe – wieś w Polsce położona w województwie dolnośląskim, w powiecie oleśnickim, w gminie Bierutów.

## Podział administracyjny
W latach 1975–1998 miejscowość administracyjnie należała do województwa wrocławskiego.

## Zabytki
Do wojewódzkiego rejestru zabytków wpisany jest:
- Klasycystyczny Kościół Wniebowzięcia Najświętszej Maryi Panny z XIX wieku

### Pozostałe zabytki
- Krzyże przydrożne z blaszaną postacią Chrystusa[5]